# Confrontos étnicos em Târgu Mureş

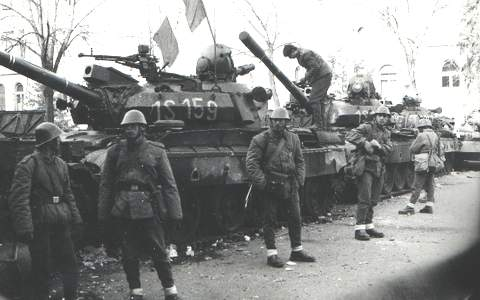
Tropas romenas nas ruas de Târgu Mureş

Os confrontos étnicos em Târgu Mureş (também chamado de Março Negro) referem-se a incidentes violentos entre os grupos étnicos romeno e húngaro na Transilvânia, Romênia, no início da década de 1990. Esses confrontos foram os incidentes interétnicos mais sangrentos da era pós-comunista na Transilvânia.  Târgu Mureş é uma cidade romena, com uma população etnicamente mista que estava quase igualmente dividida entre romenos e húngaros após a queda do regime comunista em dezembro de 1989. Era um importante centro cultural e político para a minoria húngara na Transilvânia. 
Em março de 1990, confrontos de curta duração, porém violentos, ocorreram entre os dois grupos étnicos na cidade, envolvendo romenos étnicos de aldeias vizinhas. Esses confrontos deixaram seis pessoas mortas e trezentas feridas.  Os tumultos foram transmitidos a nível nacional na televisão romena e foram cobertos por meios de comunicação em todo o mundo.
Ainda é amplamente contestado o que desencadeou os tumultos. A natureza do envolvimento da mídia e do governo romeno também é questionada.